# Crusader Kings III
Crusader Kings III (с англ. — «Короли-крестоносцы 3») — компьютерная игра в жанре глобальной стратегии в реальном времени, разрабатываемая студией Paradox Interactive. Анонс игры состоялся 19 октября 2019 года на выставке PDXCON 2019, а релиз 1 сентября 2020 года, для Windows, Linux и Mac. 29 марта 2022 года состоялся выход игры на платформах Xbox Series X/S, PlayStation 5.

## Разработка и выпуск
По утверждению ведущего геймдизайнера Хенрика Фареуса, разработка началась примерно за год до Imperator: Rome, то есть в 2015 году. Игра использует новый, более мощный движок.
В день анонса игры сайт Rock, Paper, Shotgun опубликовал материал, в котором сообщалось, что разработчики решили не использовать в игре фразу Deus vult (боевой клич крестоносцев, в настоящее время популярный среди ультраправых). Это вызвало возмущение игроков, некоторые из которых даже организовали онлайн-петицию, требуя от Paradox отменить своё решение. В итоге Фареус выступил с заявлением о том, что «вопрос был неправильно разъяснён» и на самом деле разработчики не задумывались, какие термины использовать в игре, если не считать того, что они должны соответствовать историческому контексту.
Релиз игры состоялся 1 сентября 2020 года на платформах Windows, Mac и Linux. Спустя два года, игра была выпущена на консолях Xbox Series X/S, PlayStation 5 29 марта 2022 года. В этот же день, игра стала доступна в Xbox Game Pass.

## Особенности
Было обещано, что Crusader Kings III с самого начала будет включать значительно больше контента, чем было в Crusader Kings II в день выхода. В числе анонсированных особенностей:
- В качестве стартовых дат доступны 867 год и 1066 год, но не 769 год (который был добавлен в Crusader Kings II дополнением «Charlemagne»); как и прежде, игра заканчивается в 1453 году (перед началом игры можно отключить дату окончания и она будет длиться до тех пор, пока династия игрока не вымрет); при этом возможности начать игру в любой момент между 1066 и 1453 годами, как в CKII, не будет[13];
- Карта игры охватывает немного большую территорию, чем в CKII (от Испании и Исландии до Мьянмы и Монголии, от Скандинавии до Центральной Африки), и в 4 раза более детальная — помимо графств, на ней отображены также баронские владения (но играть за баронов по-прежнему невозможно[13]); каждое графство включает в среднем 3 баронства;
- Мусульмане, язычники и прочие нехристианские правители доступны для игры, но теократии и торговые республики — нет; также нет специфической игровой механики для кочевников, присутствовавшей в CKII[13];
- Персонажи представлены трёхмерными моделями в полный рост вместо двумерных портретов[14];
- Каждый персонаж может выбрать один из 5 доступных образов жизни, у каждого из которых есть 3 дерева навыков[15];
- Игра стимулирует отыгрыш с помощью новой механики стресса: когда персонаж принимает решение, противоречащее его характеру, его уровень стресса повышается[13];
- Динамичная система религий: игрок может создать собственную ересь и сам определить её особенности (например, разрешить каннибализм или ординацию женщин)[4][13];
- Реализованы побочные ветви династий: внутри династии может существовать несколько домов (например, Йорки и Ланкастеры как побочные ветви Плантагенетов); у каждой династии и у каждого дома есть свой глава, полномочия которого будут включать, например, возможность легитимации бастардов[13][16];
- Армия состоит из ополченцев (levies), набираемых из домена игрока и с земель вассалов, и более профессиональных солдат (men-at-arms), которые могут принадлежать к одному из нескольких типов (например, арбалетчики или кавалерия); игрок сам выбирает, какие подразделения нанять, и благодаря этому имеет больший контроль над составом армии, чем в предыдущих частях[13];
- Персонажи с высокими боевыми навыками могут быть сделаны рыцарями, которые присоединяются к армии игрока в качестве мощных боевых единиц (20 рыцарей в бою примерно соответствуют 200 ополченцам)[13].
- Глубокая система любовных взаимоотношений, которая будет непосредственно влиять на игровой процесс. Прогресс игрока всегда будет отображаться наглядно, чтобы было понятно, к чему привели те или иные решения[17].

## Дополнения
- Northern Lords — первое небольшое косметическое дополнение для игры, сосредоточенное на странах Скандинавии. Добавляет новые события, решения, персонажей и музыку. Дополнение было анонсировано 13 марта и выпущено 16 марта 2021 года.
- Royal Court — второе дополнение для игры, которое добавляет Королевский Дворец и полностью перерабатывает механику придворных и гостей. Добавляет новые должности, события и решения. Позволяет заказывать артефакты. Также перерабатывает механику культур. Позволяет отделять и создавать новые культуры. Дополнение было анонсировано 21 мая 2021 года и выпущено 8 февраля 2022 года.
- Fate of Iberia — третье дополнение для игры, которое добавляет механику борьбы для отображения исторических процессов на Иберийском полуострове. Дополнение было выпущено 1 июня 2022 года.
- Friends & Foes — четвёртое дополнение для игры, которое добавляет новые механики для отображения взаимоотношений персонажей. Дополнение было выпущено 8 сентября 2022 года.
- Tours and Tournaments — пятое дополнение для игры, которое добавляет путешествия, турниры, а также перерабатывает уже существующие события в игре. Дополнение было анонсировано 6 марта 2023 года[18] и выпущено 11 мая 2023 года.
- Wards & Wardens — шестое дополнение для игры, которое добавляет в игру различные эпизоды, касающиеся детства, воспитания и образования персонажа. Кроме того, в игру включены расширенные механики, связанные с эксцентричными персонажами, акушерством и обменом заложниками. Дополнение было выпущено 22 августа 2023 года[19].
- Legacy of Persia — седьмое дополнение для игры, которое расширяет игровой процесс в регионе Персии. Дополнение было выпущено 9 ноября 2023 года[20].
- Legends of the Dead — восьмое дополнение для игры, в котором игроки могут строить репутацию с помощью реальных достижений или вымышленной пропаганды. Кроме того в состав дополнения также вошли новые болезни и трауры. Дополнение выпущено 4 марта 2024 года[21].
- Roads to Power — девятое дополнение, которое включает новую дату начала сессии (1178 год), правила правления, возможность игры за безземельного персонажа, возможность назначать «завоевателей», появление на карте исторических личностей и возможность изменить название Византии. Выпущено 24 сентября 2024 года[22].
- Khans of the Steppe — десятое дополнение, которое добавляет кочевое правительство, систему сезонов для кочевников, а также тучность пастбищ. Дополнение было выпущено 28 апреля 2025 года[23].

## Критика
| Сводный рейтинг       | Сводный рейтинг                   |
| Агрегатор             | Оценка                            |
| --------------------- | --------------------------------- |
| Metacritic            | PC: 91/100 PS5: 87/100 XS: 80/100 |
| Иноязычные издания    |                                   |
| Издание               | Оценка                            |
| Eurogamer             | PC: 9/10 XS: 7/10                 |
| GameRevolution        | 9/10                              |
| GameSpot              | 8/10                              |
| GameStar              | 83/100                            |
| IGN                   | 10/10                             |
| PC Gamer (US)         | 94/100                            |
| Push Square           | PS5: 8/10                         |
| VG247                 | [ 35 ]                            |
| PCGamesN              | 9/10                              |
| Shacknews             | 9/10                              |
| Русскоязычные издания |                                   |
| Издание               | Оценка                            |
| Gameplay              | [ 38 ]                            |
| GoHa.Ru               | 7/10                              |
| Riot Pixels           | 90 %                              |
| StopGame.ru           | «Изумительно»                     |
| «Игромания»           | [ 42 ]                            |
| «Игры Mail.ru»        | 9/10                              |
| «Канобу»              | 9/10                              |
| «НИМ»                 | 9,2/10                            |

| Русскоязычные издания | Русскоязычные издания |
| Издание               | Оценка                |
| --------------------- | --------------------- |
| StopGame.ru           | «Изумительно»         |

| Русскоязычные издания | Русскоязычные издания |
| Издание               | Оценка                |
| --------------------- | --------------------- |
| StopGame.ru           | «Похвально»           |

Игра получила всеобщее признание, согласно агрегатору рецензий Metacritic. Средневзвешенная оценка — 91/100, на основании 65 рецензий для Windows.